# В поисках Бобби Фишера
«В поисках Бобби Фишера» (англ. Searching For Bobby Fischer) — американский художественный фильм, поставленный режиссёром Стивеном Заилляном по одноимённой книге Фреда Вайцкина, основанной на реальных событиях.
Премьера фильма состоялась в Лос-Анджелесе и Нью-Йорке 11 августа 1993 года.
В 1994 году Стивен Заиллян за эту работу, ставшую его режиссёрским дебютом, получил кинонаграду MTV как лучший режиссёр.
В том же году оператор Конрад Л. Холл за работу в этом фильме был номинирован на премию «Оскар».

## Сюжет
Фильм повествует о детских годах известного шахматиста Джошуа Вайцкина и о том, в каких условиях начиналась его карьера. Учитель Джоша, Брюс Пандольфини, видит в нём шахматного гения, подобного Бобби Фишеру, и стремится привить ему агрессивный стиль этого знаменитого мастера. Однако Джош в конце концов находит свой собственный путь к победе.

## В ролях
| Актёр           | Роль                  |
| --------------- | --------------------- |
| Макс Померанц   | Джош Вайцкин          |
| Джо Мантенья    | Фред Вайцкин          |
| Джоан Аллен     | Бонни Вайцкин         |
| Бен Кингсли     | Брюс Пандольфини      |
| Лора Линни      | школьная учительница  |
| Лоренс Фишберн  | Винни                 |
| Майкл Ниренберг | Джонатан По           |
| Дэвид Паймер    | Калев                 |
| Хал Скардино    | Морган                |
| Васек Симек     | русский игрок в парке |

В качестве камео в фильме снялись гроссмейстеры Д. Бенджамин, Р. Джинджихашвили и П. Бенко, но эпизод с участием последнего был вырезан.

## Критика
На агрегаторе рецензий Rotten Tomatoes фильм получил рейтинг 100 % на основании 45 критических отзывов.
Роджер Эберт поставил фильму 4 звезды из 4, назвав его «полным удивительной чувствительности и проницательности», добавив, что «к концу фильма мы многое узнали о человеческой природе».
Джеймс Берардинелли дал фильму 3 звезды из 4, назвав его «чрезвычайно увлекательным фильмом, способным привлечь как тех, кто ничего не знает о шахматах, так и тех, кто их любит».